# فرانس هالس
فرانس هالس (به انگلیسی: Frans Hals the Elder؛ ح. ۱۵۸۰ – ۲۶ اوت ۱۶۶۶) نقاش برجستهٔ هلندی سده ۱۷ میلادی است. وی متعلق به دوران مشهور به «دوران طلایی هلند» است.
او از برجسته‌ترین چهره‌نگاران دوران بارک به‌شمار می‌آید. شیوه واقع‌گرایانه و بی‌تکلف و طرز قلمزنی آزاد او در آن زمان استثنایی بود.

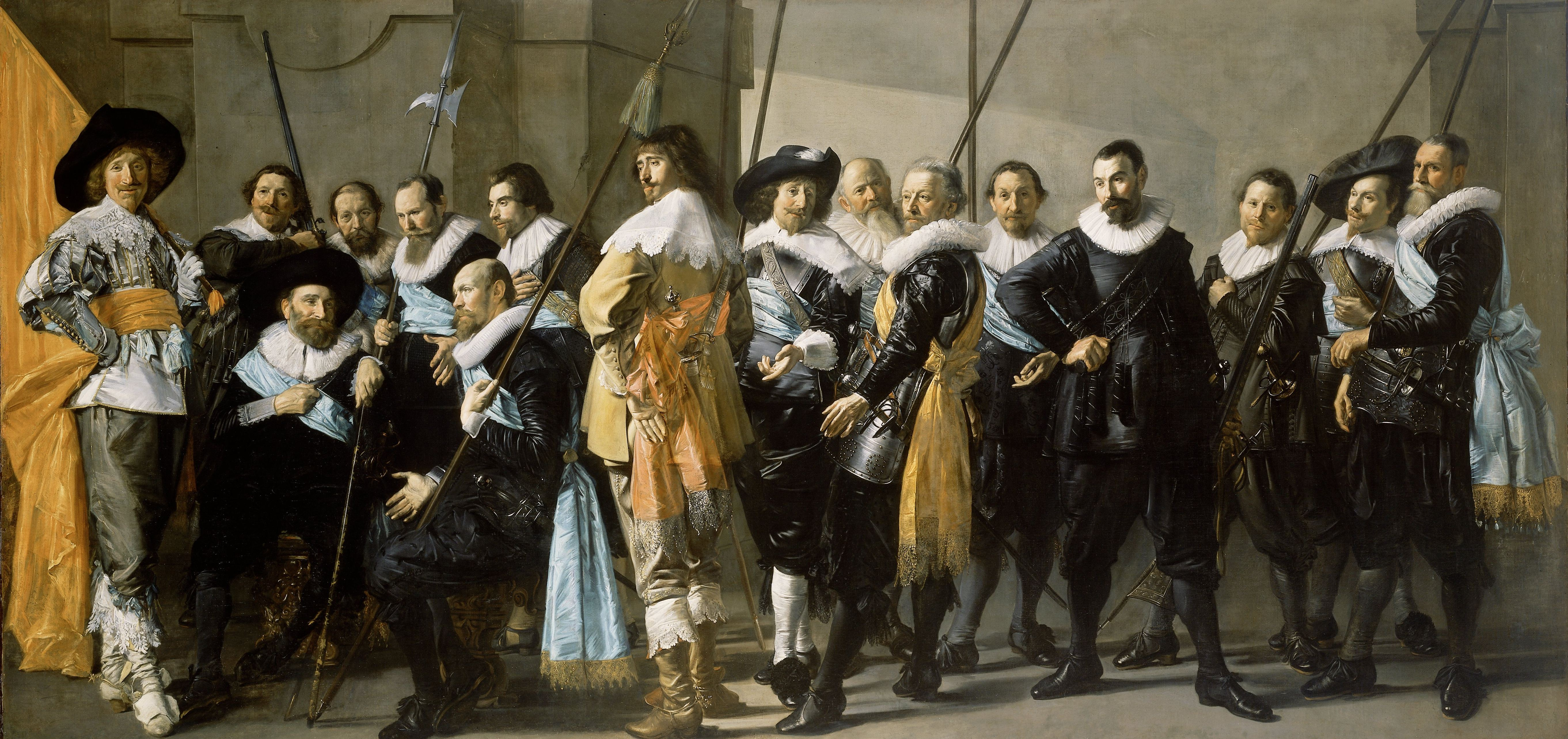
کشیدن تابلوی گروهان نحیف، اثر نیمه‌کاره فرانس هالس که پیتر کوده آن را تمام کرد، ۴ سال به طول انجامید. این اثر اکنون در مالکیت موزه امپراتوری هلند قرار دارد.

## نگارخانه

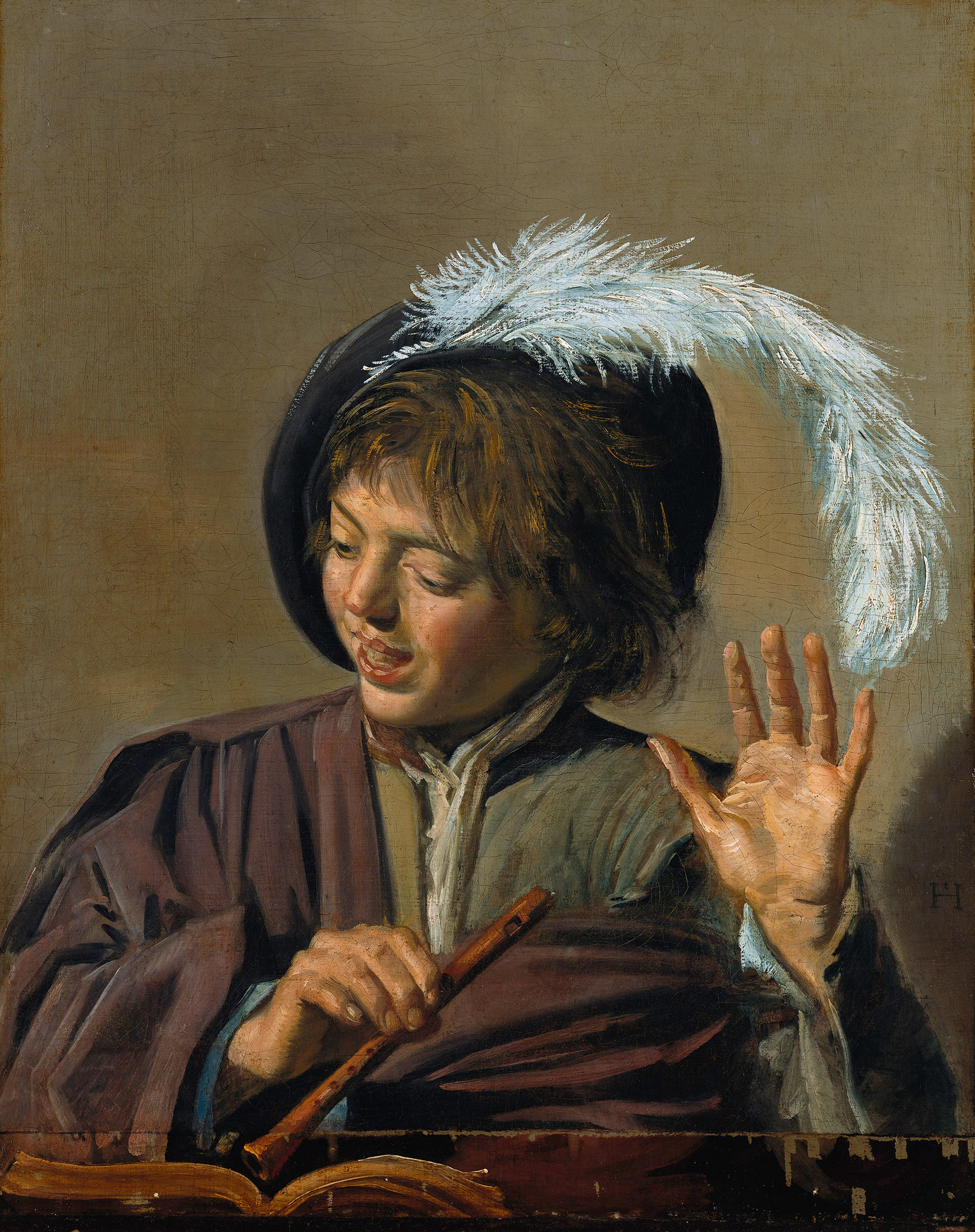
پسرک فلوت به‌دست حین آوازخواندن حوالی ۱۶۲۳ م. گمالده‌گالری
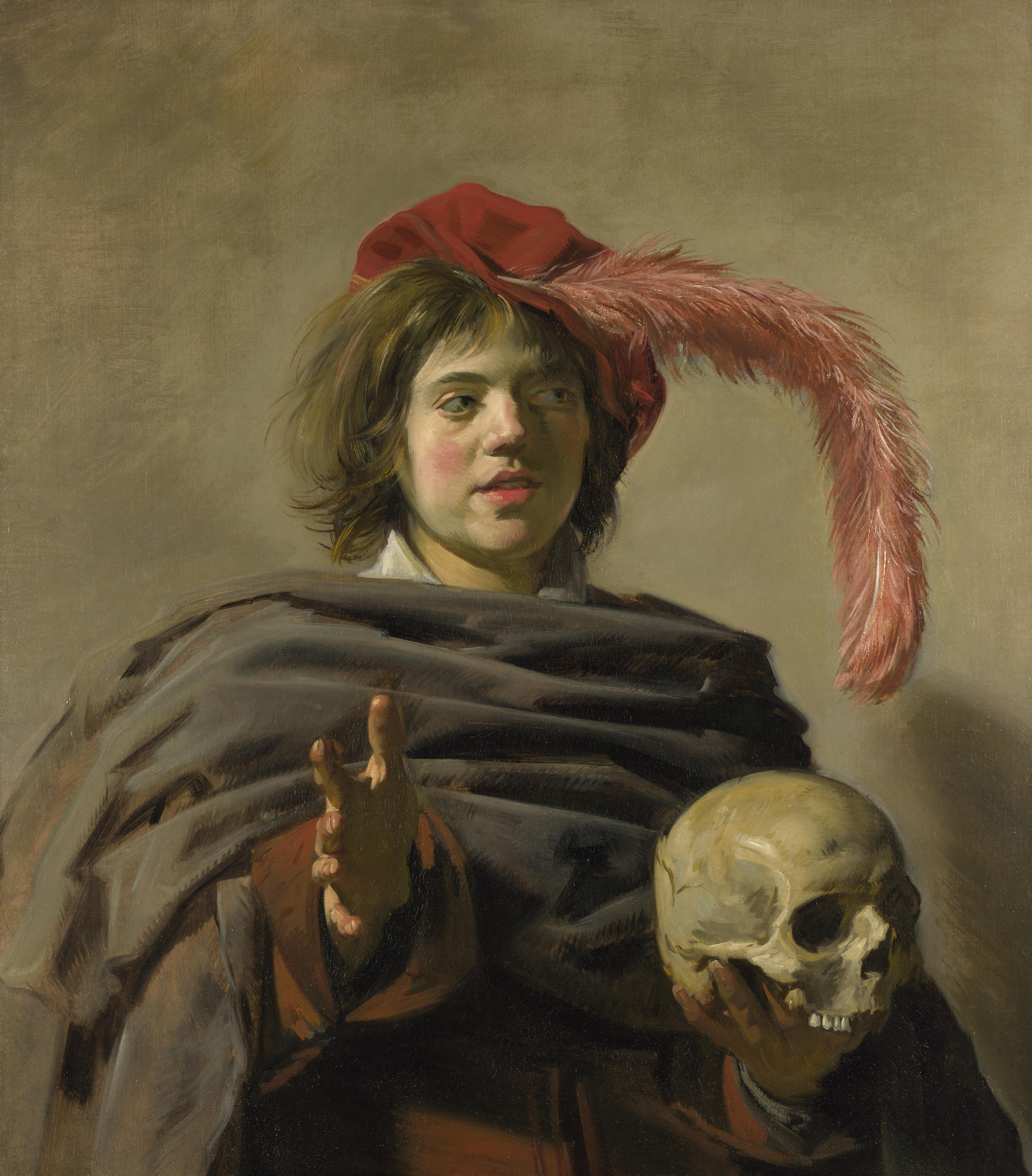
مرد جوان با یک جمجمه حوالی ۱۶۲۶ م. نگارخانه ملی لندن
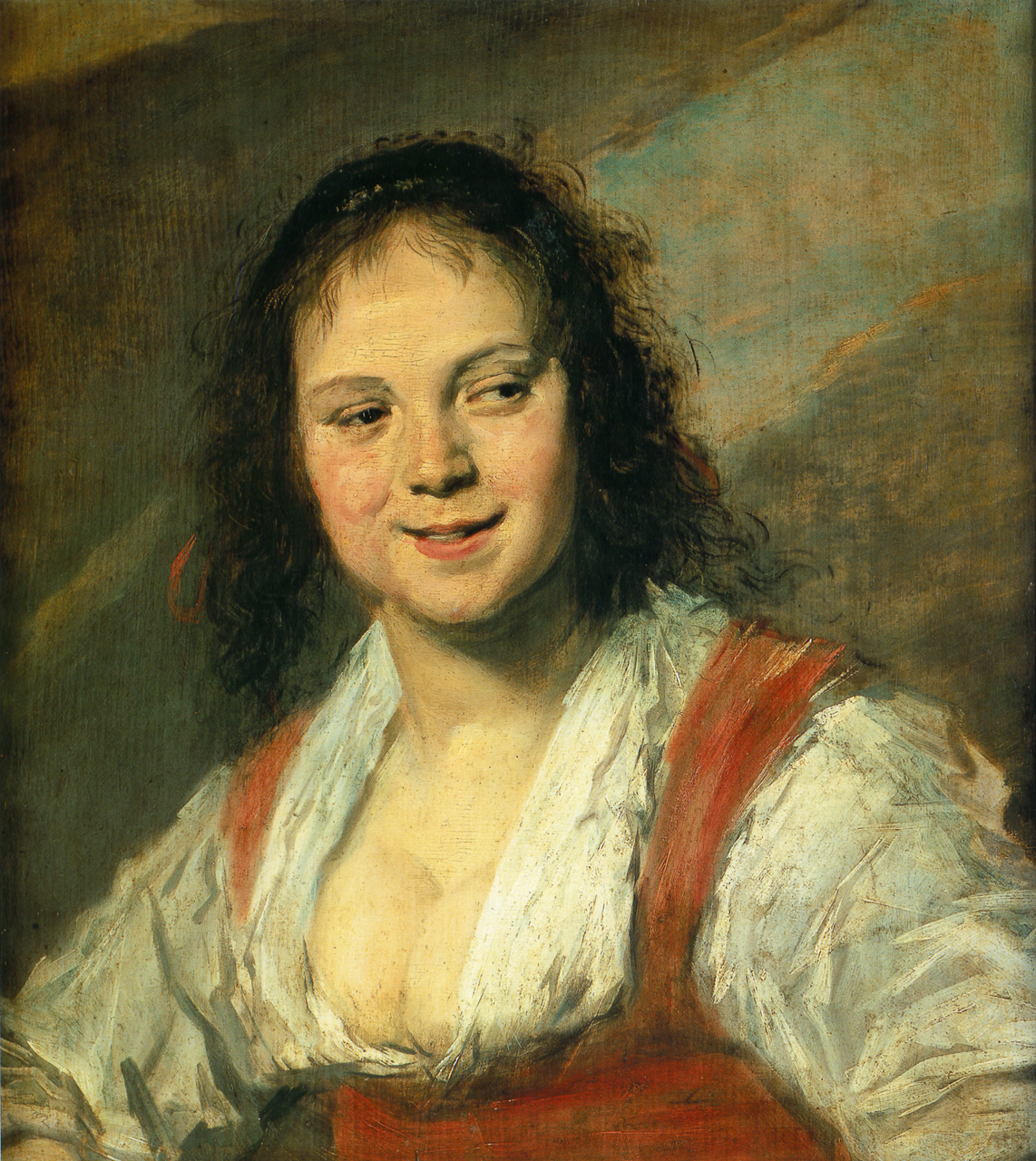
دختر کولی ۱۶۲۸ م. موزه لوور
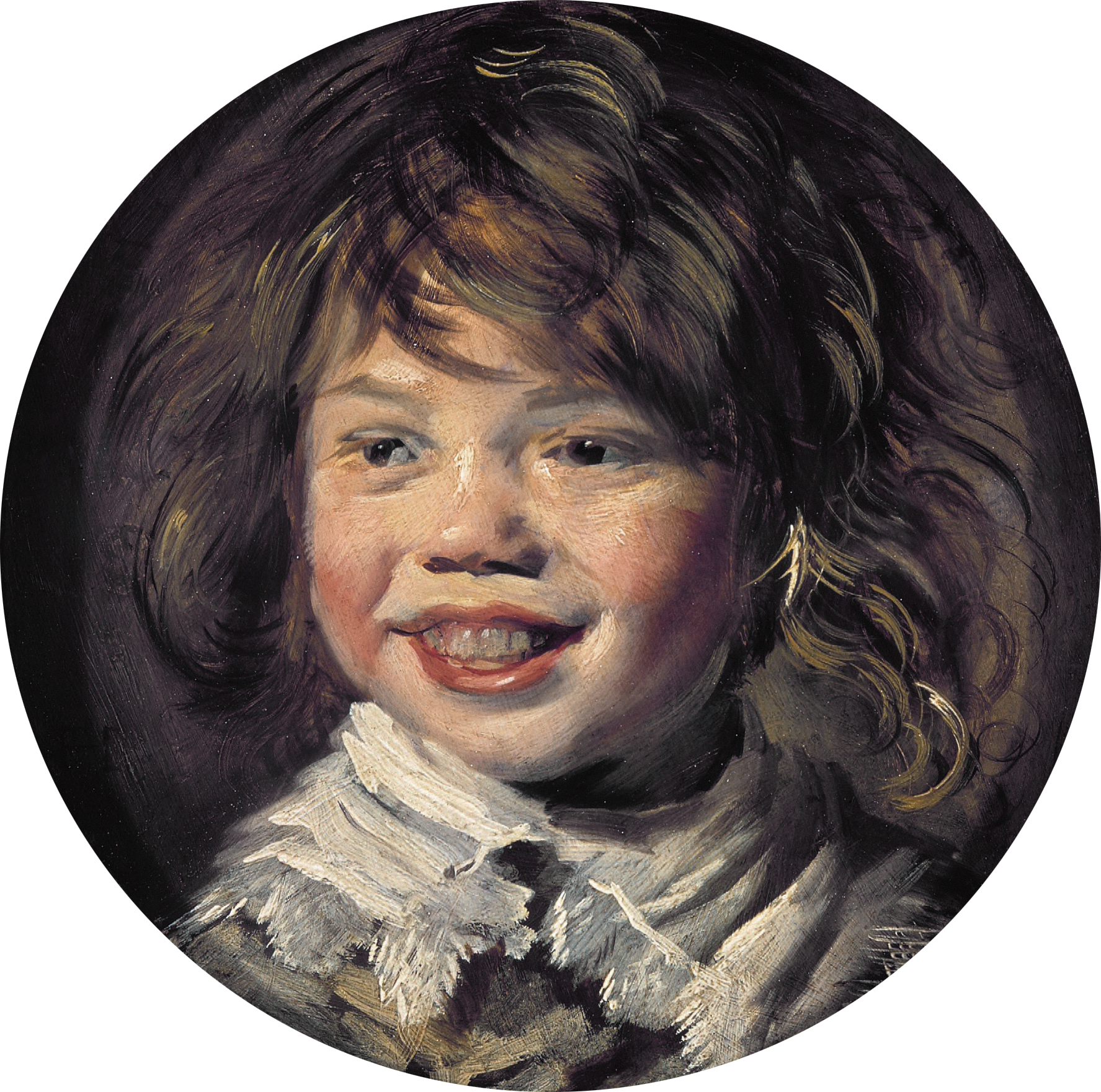
پسرک خندان ۱۶۲۵ م. موزه مائریتشویس
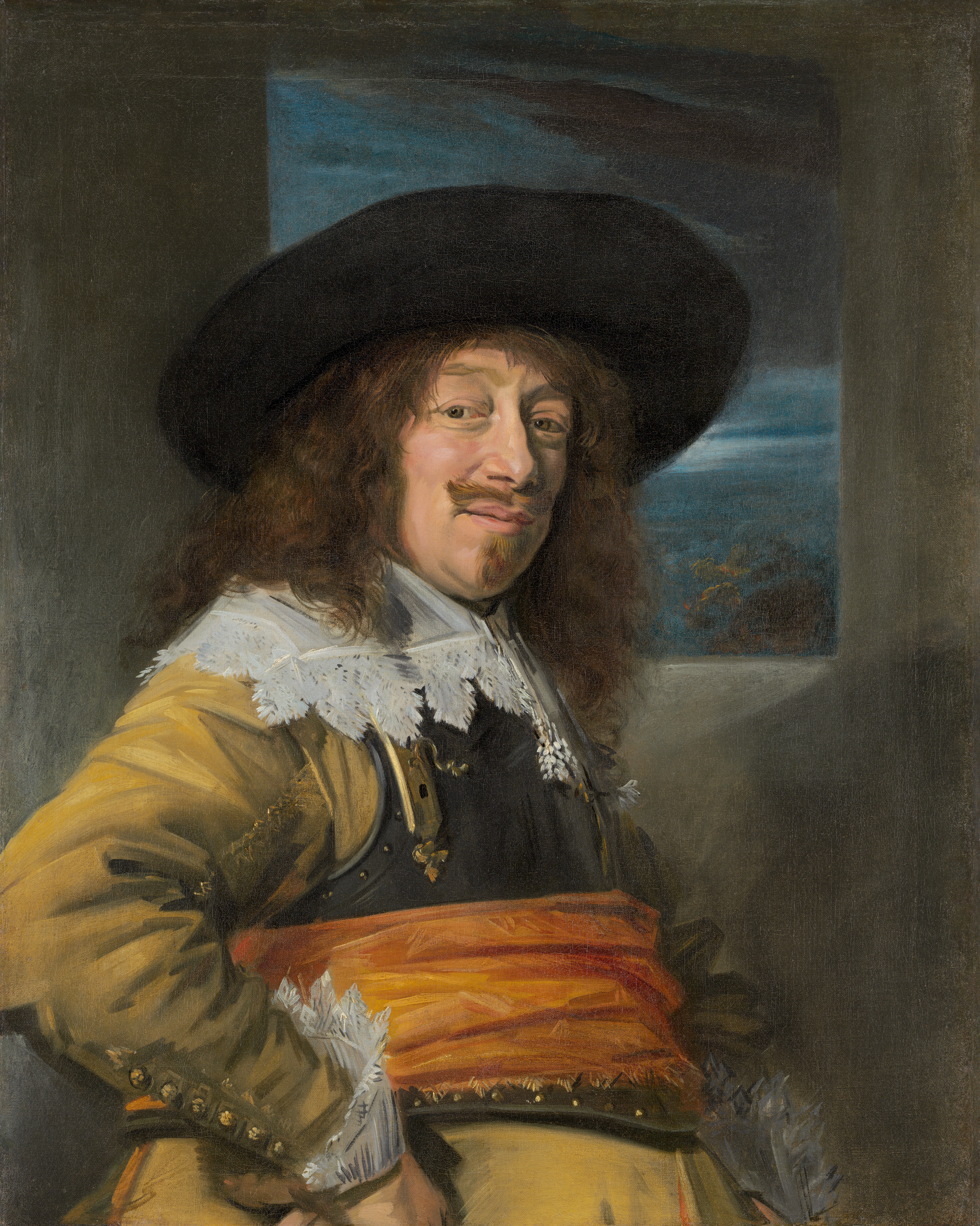
پرترهٔ یکی از محافظان مردمی هارلم بین ۱۶۳۶ تا ۱۶۳۸ م. نگارخانه ملی هنر آمریکا
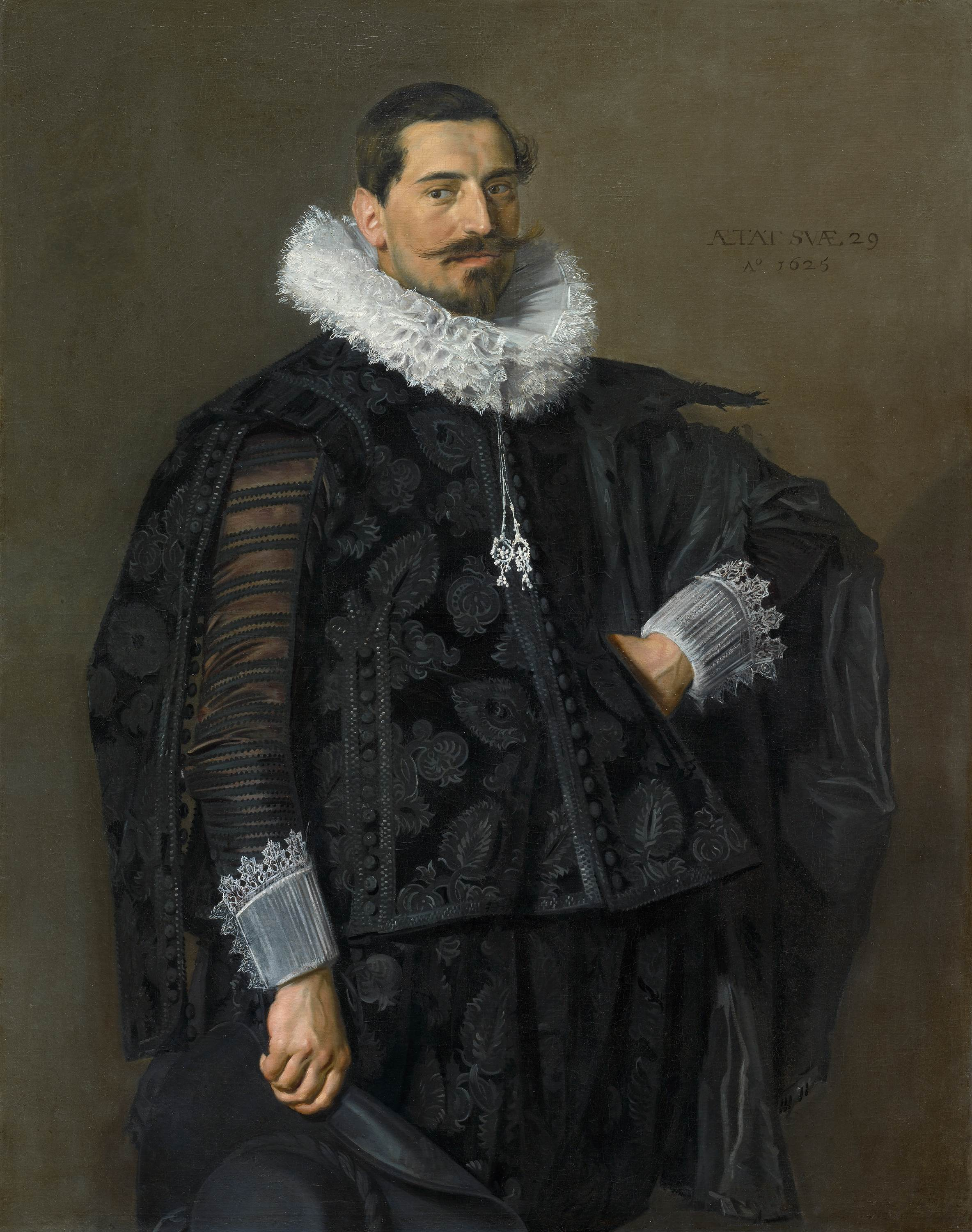
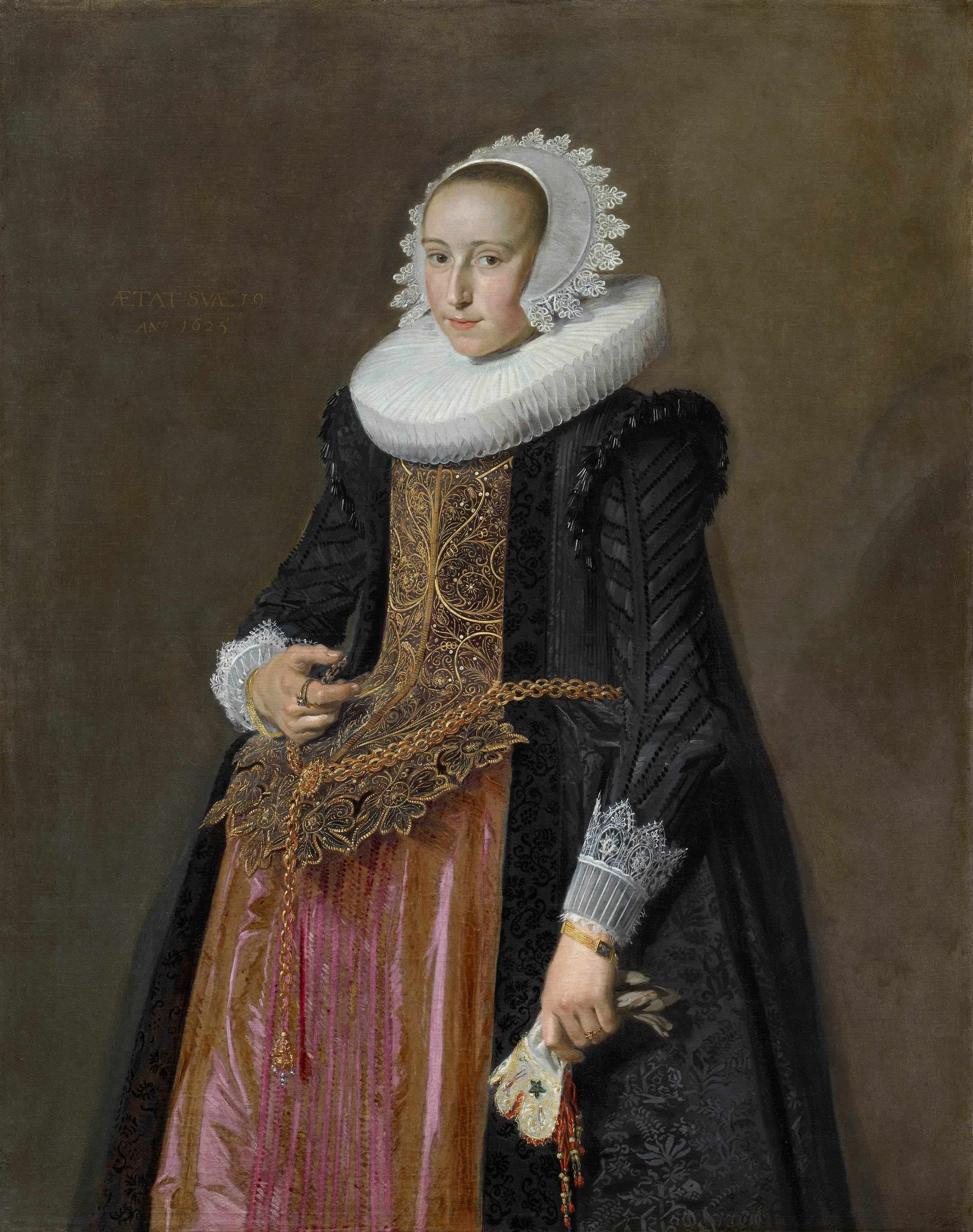
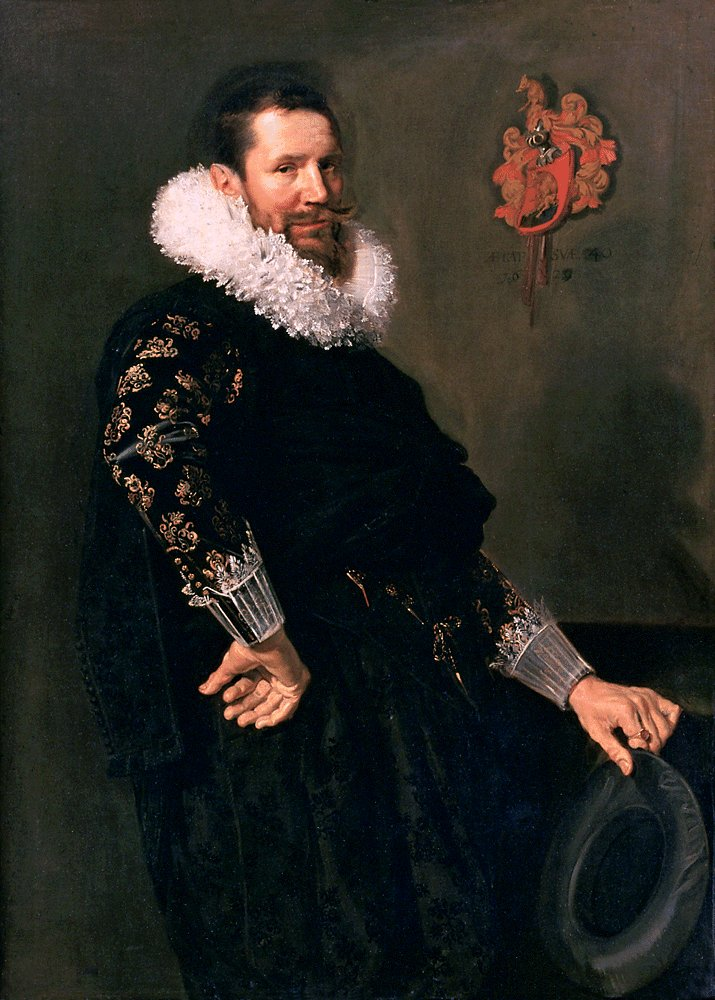
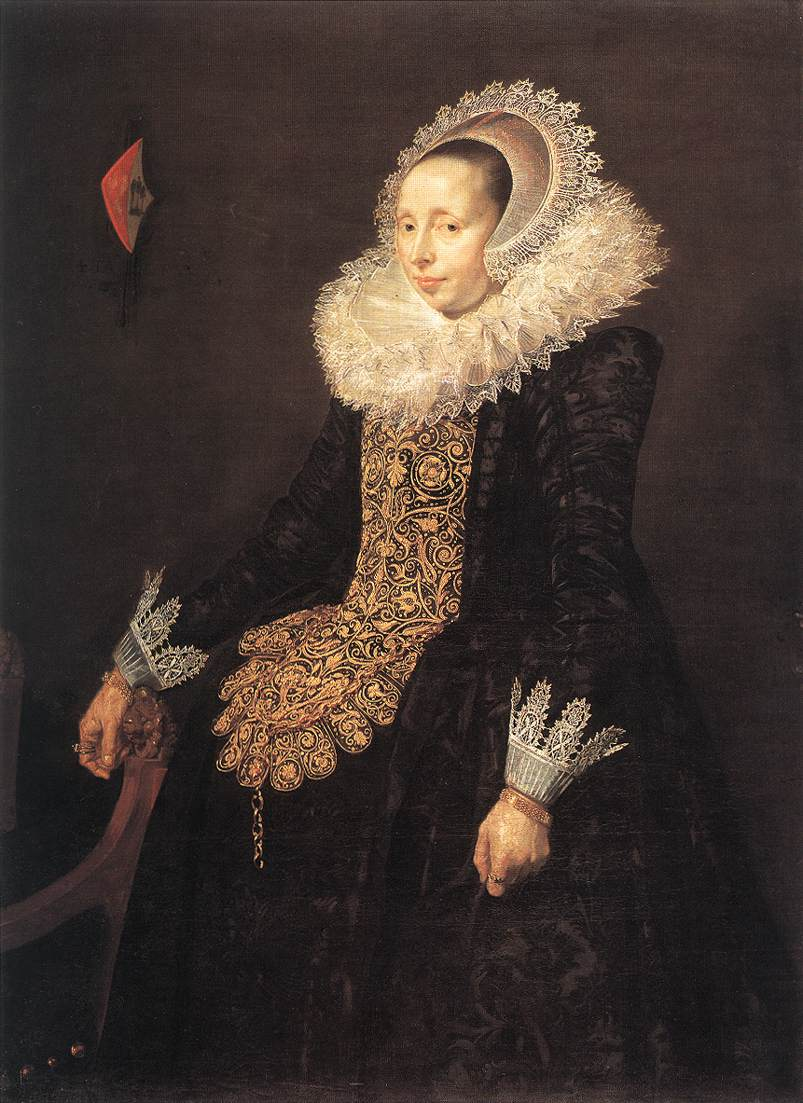
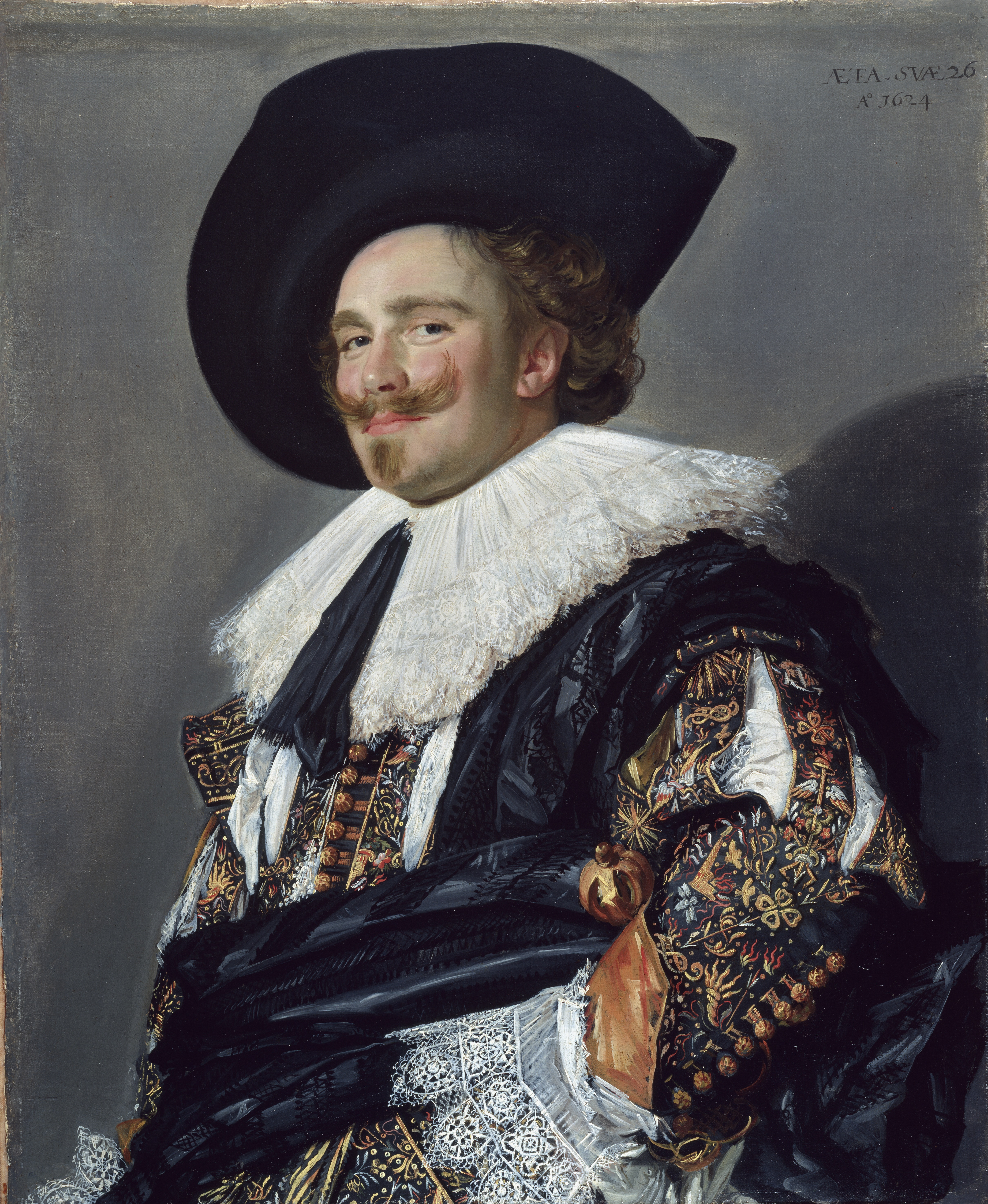
کاوالیه خندان
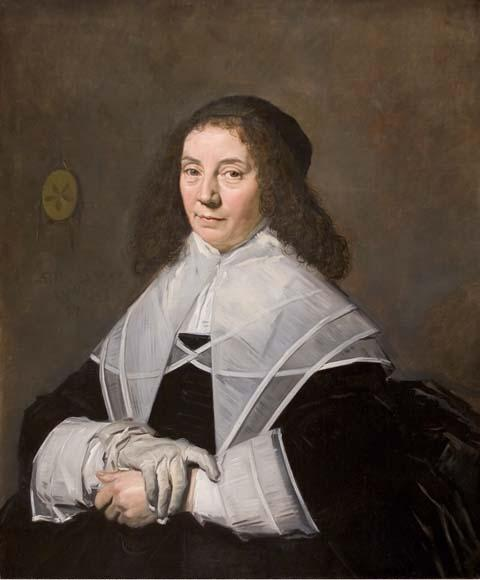
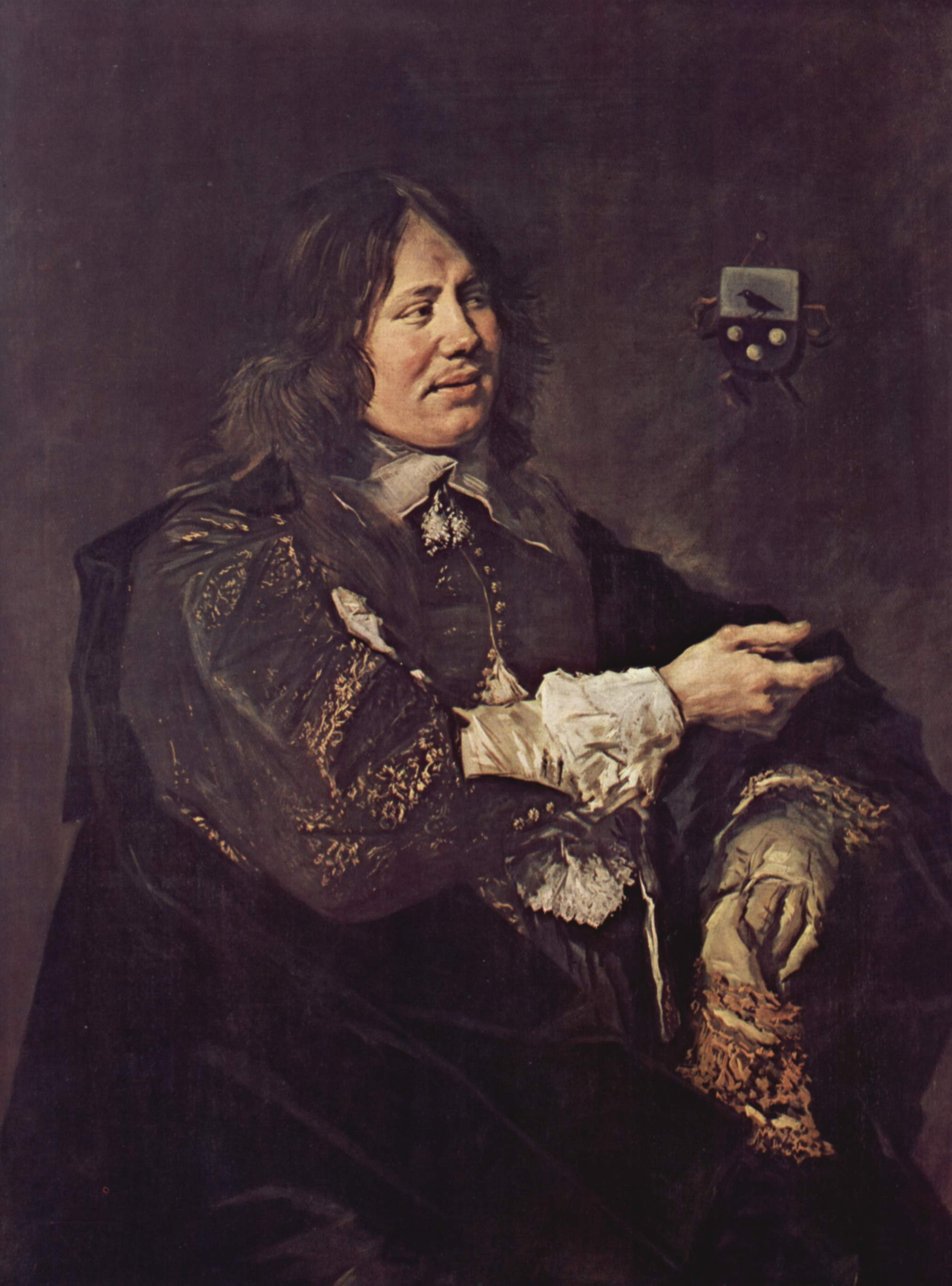
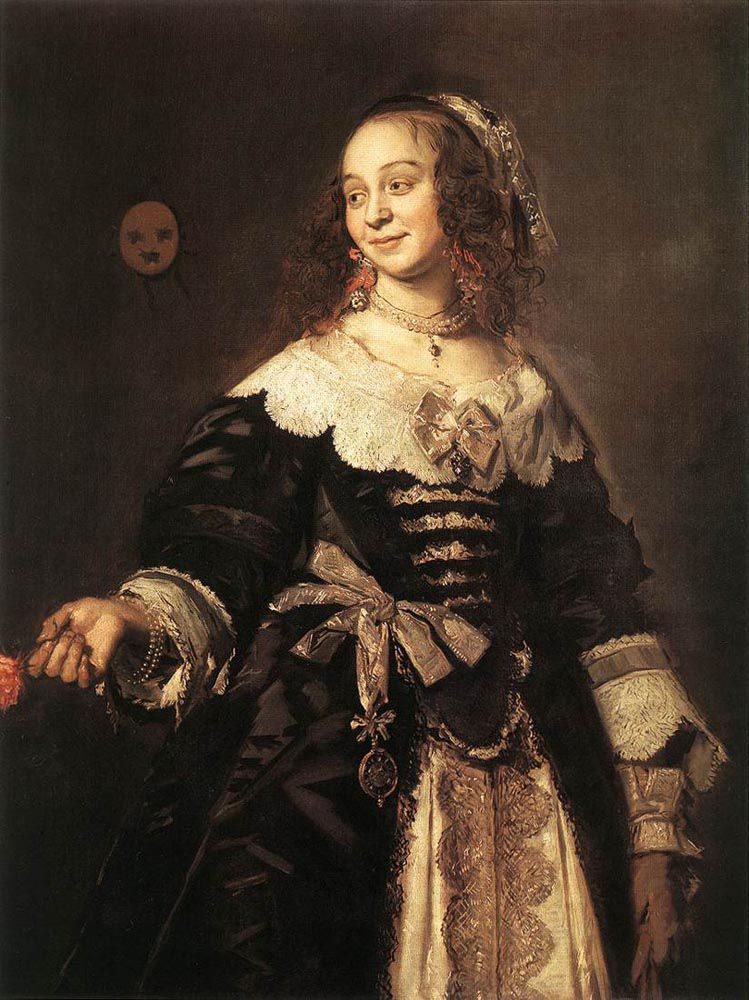
۱۶۲۴ م.
مجموعهٔ والاس، لندن